# Jurriaan Andriessen
Jurriaan Andriessen   (Haarlem, 15 de novembre de 1925 - la Haia, 23 d'agost de 1996) va ser un compositor holandès, el pare del qual, Hendrik, el germà Louis i l'oncle Willem també han estat compositors notables. Andriessen va estudiar composició amb el seu pare al Conservatori d'Utrecht abans de traslladar-se a París, on va estudiar amb Olivier Messiaen.
El gruix de la producció d'Andriessen és per a l'escenari; el seu estudi a París es va dedicar principalment a escriure música de cinema. Va tenir una gran varietat d'influències musicals, com la música cinematogràfica nord-americana, els ballets d'Aaron Copland, la música popular de diverses cultures, el neoclassicisme i el serialisme; aquest eclecticisme combinat amb la seva habilitat compositiva van fer que la seva escriptura s'adaptés a la puntuació d'obres dramàtiques. La seva primera composició escènica va ser la música incidental de "The Miraculous Hour", una obra estrenada a la celebració del cinquantè any del regnat de la reina Guillemina, el 1948. El 1954 la "Haagse Comedie" (ara el to nacional) O "Teatre Nacional") el va nomenar compositor resident, on va escriure partitures per a Mourning Becomes Electra d'Eugene O'Neill i Rosencrantz & Guildenstern Are Dead de Tom Stoppard, entre moltes altres.
La seva estada als Estats Units en una beca de la Fundació Rockefeller del 1949 al 1951 va ser fructífera per a la seva escriptura orquestral, una altra àrea notable de la seva obra; durant aquest temps va compondre lObertura Tanglewood per a Serge Koussevitzky i les Simfonies Berkshire, que després van ser utilitzades com a música de ballet per George Balanchine. Les seves composicions van ser encarregades per a celebracions estatals, incloses les noces i la coronació de la reina Beatriu i el jubileu de plata de la reina Juliana.
A més de les obres teatrals per les quals és més destacat, Andriessen també va ser un prolífic compositor d'obres de cambra i vocals, moltes de les quals estaven destinades a ser interpretades per aficionats; també ha estat director de televisió.

## Obres seleccionades
- Het wonderlijke uur (L'hora miraculosa), música incidental (1948)
- Simfonies de Berkshire, orquestals (1949)
- Rouw past Elektra (Mourning esdevé Electra), música incidental (1954)
- Concertino, per a fagot i doble quintet de vent de fusta (1962)
- Entrata Festiva, orquestral, per al casament de la princesa Beatriu (1966)
- Rosencrantz i Guildenstern estan morts, partitura (1968)
- Een Prince van Orangien, orquestral, pel jubileu de plata de la reina Juliana (1973)
- Entrata della regina, orquestral, per a la coronació de la reina Beatriu (1980)
- Sciarada Spagnuola, Divertimento voor Blaaskwintet (1963)
- Les Cloches des Clochards, suite per a carilló (1976)